# Lucio Julio Julo (tribuno consular 388 a. C.)
Lucio Julio Julo (en latín Lucius Iulius Iullus) fue tribuno consular en el año 388 a. C., con cinco colegas, y una segunda vez en 379 a. C., con siete compañeros.